# Неприємна професія Джонатана Гоуґа
«Неприємна професія Джонатана Гоуґа» (англ. The Unpleasant Profession of Jonathan Hoag) — науково-фантастичний роман Роберта Гайнлайна. Опублікований у жовтневому випуску журналу «Невідомі світи» в 1942 році. У 2011 році планувався вихід на екрани однойменного фільму, режисера Алекса Прояса.
Пізніше включене в збірки: «Неприємна професія Джонатана Гоуґа» (1959), «Фантазії Роберта Гайнлайна» (1999).

## Сюжет
В Чикаго проживає Джонатан Гоуґ — шанувальник мистецтв та вишуканої їжі. Одного вечора він усвідомлює, що не пам'ятає чим займається вдень і в чому полягає його робота. Головний герой також наляканий темною червоною речовиною, яку він знайшов у себе під нігтями. Візит до лікаря Т. Потбері не приносить відповіді на це питання, оскільки той грубо виставляє його за двері без пояснень, наляканий результатом аналізу речовини. Тоді Гоуґ звертається до приватних детективів, сімейної пари Едварда та Синтії Рендал із проханням, щоб за ним встановили спостереження і дізналися про його професію.
Загадки починають сипатись на детективів майже одразу: Гоуґ не залишає відбитки пальців на предметах, а його спогади виявляються фальшивими.
Детективи починають стеження за Гоуґом вдень і зіштовхуються з труднощами: вони по різному пам'ятають деякі події стеження. Синтія бачила як Гоуґ мав коротку розмову з її чоловіком, але той не пам'ятає її. Натомість, він розповідає, що прослідкував за Гоуґом до його офісу на 13 поверсі, де той працює ювеліром в компанії «Детерідж», та поспілкувався з його начальником. Реконструюючи події стеження разом, вони виявляють, що в тому будинку немає 13-го поверху, а компанії «Детерідж» немає в списку орендарів.
Теду починають снитись дивні сни, де його через дзеркало затягують в офіс компанії «Детерідж», де декілька поважних джентльменів вимагають від нього дати Гоуґу спокій.
Вони називають себе «Сини Птаха», поклоняються «Птаху», який створив світ та їх самих. А коли вони створили людей за своєю подобою, то «Птах» розгнівався і вигнав їх у світ людей. І повернутись назад їм заважають «ангели смерті», яких «Птах» надсилає у цей світ в подобі людей.
Тед не сприймає сни всерйоз, допоки в одному із снів Синтію теж не затягують через дзеркало і не витягують її душу в флакон, обіцяючи повернути тільки в разі «правильної» поведінки Теда.
Тед прокидається у своїй квартирі і виявляє, що Синтія в комі. Зрозумівши, що це був не сон, він замальовує всі дзеркала в квартирі і викликає доктора Потбері, з яким недавно розмовляв у справі Гоуґа. Той поверхнево оглядає Синтію і обіцяє, що з нею буде все добре, якщо Тед буде доглядати її особисто. Коли Тед часто згадує мантру «Синів Птаха»: «Птах — жорстокий», він помічає, що доктор інстинктивно прикриває обличчя, як це робили «Сини». Зрозумівши, що Потбері є один з них, він замикає його у ванній та викликає Гоуґа, але доктор встигає втекти через розчищене дзеркало.
Гоуґ прибуває, не може нічого пояснити, але знаходить в саквояжі доктора флакон з душею Синтії. Синтія виходить з коми і детективи намагаються розпитати Гоуґа, вколовши йому скополамін. Той згадує ким він є і чим займається, але не розказує їм одразу, а дає список необхідних йому покупок і наказує зустрітись в обумовленому місці за містом. Рендели виконують його доручення, і вони разом влаштовують пікнік, де Гоуґ розказує їм все.
Виявляється, що всесвіт Теда та Синтії є лише твором мистецтва одного творчого народу. Автор твору не прислухався до зауважень свого вчителя, щодо виправлення недоліків, і частково «зхалтурив». Тепер твір виставлено на загальний огляд і його оцінюють «Критики». «Критики» вселяються в людей, щоб таким чином визначити якість твору. Під час вселення, вони не знають, що є критиками, щоб об'єктивно оцінити всі переваги і недоліки. Гоуґ є «Критиком». Він відзначає сильні сторони твору: насолодження їжею, сном та алкоголем. Поділ на статі Гоуґу спочатку не сподобався, він вважав його безглуздим, допоки не побачив саме у стосунках Теда та Синтії те, що назвав «трагедія людської любові». Загалом Гоуґ оцінює твір та автора дуже позитивно, за винятком деяких недоробок.
«Сини Птаха» — одна з ранніх помилок художника, що була неякісно виправлена і все ще існує в творі. Гоуґ надасть свої зауваження, щодо покращення і вони будуть видалені зовсім. Речовина під його нігтями — іхор, для їхнього відлякування.
Гоуґ радить Теду та Синтії негайно залишити місто на автомобілі і не відкривати вікно в дорозі, після чого завмирає назавжди. Вони від'їзжають з міста і коли відкривають вікно, щоб повідомити полісменові про тіло Гоуґа, то виявляють за вікном тільки пульсуючий туман.
В епілозі Рендели живуть щасливо у віддаленій сільській місцевості на узбережжі. Вони все роблять разом і в них вдома немає дзеркал. Кожної ночі вони приковуються один до одного наручниками.

## Герої роману
Джонатан Гоуґ
Чоловік середнього віку, холостяк. Можна сказати, що він боїться людей. Це проступає на початку роману, коли лікар грубо випровадив його і Гоуґ не може прийти у себе на вулиці. Його лякає варіант добиратися додому в надземному метро, де йому теж можуть нагрубити. З дітьми поводиться в ролі «доброго батька», але це лише маска.
Він переконаний, що 5 років тому лікувався від нервового розладу. Його вилікували і знайшли пристойну роботу, де він і працює весь цей час. Також лікарі порадили не думати про роботу і особливо наголосили в жодному разі не брати роботу додому.
Одного вечора він усвідомлює, що не пам'ятає як провів день. Більше того, Гоуґ не може згадати яка у нього професія. Темно-червона речовина під нігтями схожа на людську кров, і це особливо бентежить його.
Едвард і Синтія Рендал
Партнери-детективи, практично з перших днів спільної роботи вони подружня пара. Джонатан Гоуґ звернувся до них із проханням прослідкувати за ним самим і зібрати інформацію про рід його занять.
Сини Птаха
Давні істоти, з'являються в романі у вигляді людей. Однак людьми вони не є, про що повідомляє Джонатан Гоуґ в розв'язці роману.
Сини Птаха, як вони себе називають, проходять вночі крізь дзеркала і викрадають спочатку Едварда, а потім і його дружину. Вони наказують детективу забути про Джонатана Гоуґа і під страхом страшної кари більше не контактувати з ним. Однак, прокинувшись зранку у своєму ліжку, Едвард згадує це лише як нічний кошмар і продовжує свою роботу.
Т. Потбері
Саме до нього звернувся Джонатан Гоуґ, щоб з'ясувати, що за речовина у нього під нігтями. Лікар Т. Потбері дуже злякався від результату аналізу і без пояснень грубо виставив клієнта. В подальшому до цього лікаря звертаються детективи Едвард і Синтія Рендал. Однак Потбері не ділиться із ними інформацією, а лише застерігає від будь-яких контактів. Він дуже боїться Гоуґа, однак причина цього стає зрозуміла лише наприкінці роману.

## Вплив роману
«Неприємна професія Джонатана Хога» мала вплив на такі голівудські шедеври як «Матриця» та «Бути Джоном Малковичем».